# Gel Kheyl
Gel Kheyl (persiska: گل خیل) är en ort i Iran.   Den ligger i provinsen Mazandaran, i den norra delen av landet, 200 km nordost om huvudstaden Teheran. Gel Kheyl ligger 21 meter över havet och antalet invånare är 755.
Terrängen runt Gel Kheyl är platt åt nordväst, men åt sydost är den kuperad. Runt Gel Kheyl är det ganska tätbefolkat, med 72 invånare per kvadratkilometer. Närmaste större samhälle är Nekā, 4,4 km sydväst om Gel Kheyl. Trakten runt Gel Kheyl består till största delen av jordbruksmark.